# ティステ
ティステ (ドイツ語: Tiste) は、ドイツ連邦共和国ニーダーザクセン州のローテンブルク（ヴュンメ）郡に属す町村（以下、本項では便宜上「町」と記述する）で、ザムトゲマインデ・ジッテンゼンを構成する自治体の一つである。

## 行政

### 議会
ティステの町議会は、町長と7人の議員で構成される。

### 紋章
赤地。銀色の土地から生える銀のオークの木の前に立つ、青い服を着て、銀の剣で身体を支えた百人組の騎士。その右手には金の杖を握っている。

## 文化と見所
ティステには、古いモーアバーンがある。これは、かつてこの地で採掘された泥炭を輸送するための軽便鉄道であった。現在は自然保護地域の観光に利用されている。

### スポーツ
TuSティステ・フォン1923e.V.には、サッカー、卓球、低地ドイツ語劇団や体操といった部門があり、300人以上の会員を擁している。

## 引用
1. ↑  Landesamt für Statistik Niedersachsen, LSN-Online Regionaldatenbank, Tabelle A100001G: Fortschreibung des Bevölkerungsstandes, Stand 31. Dezember 2023